# 齊藤次郎
齊藤次郎（日语：／ Saitō Jirō；1965年5月24日—）是日本男聲優，出身自栃木縣，隸屬於Kenyu Office。

## 生平
1965年，齊藤次郎出生於栃木縣。自2000年起開始擔任聲優，多聲演跑龍套角色。後入讀Baobab學園（現視覺空間俳優培訓所）第12期，同期學生有小日向美和和出村貴。畢業後加入Production Baobab，並接替逝世聲優戶谷公次、曾我部和恭、鄉里大輔和谷口節聲演生前尚未完成配音的角色。於2011年9月起加入Kenyu Office，並開始聲演有重要戲份的配角。齊藤於2013年的新版《HUNTER×HUNTER》中聲演嵌合蟻師團長「哈該／磊歐陸」而開始為人熟知，後亦聲演了《Re：從零開始的異世界生活》的賢人會長老波爾多·謝爾葛夫、《異世界超能魔術師》的埃里斯汀魔法王國親王多爾特耶斯海姆和《我的英雄學院》的紅賴雄斗。2020年，齊藤於《進擊的巨人》最終季中聲演主要角色瑪雷戰士隊隊長提歐·馬迦特。 
齊藤的音域是男中音。個人興趣是行山和與貓咪玩耍。

## 出演作品

### 電視動畫
2000年
- 周刊Storylands（客人）
- 哈姆太郎（ヒデ）
- 黃昏狂蟒（阿斯碧，怪獸）

2001年
- 百變海盜王（泰爾·簡·金）
- 人造人009（德國代表）
- 通靈王（拉達）
- 罷令SEASON SEASON（站員）
- 魔法戰士李維（大臣）
- 小哈欠（公園的樹）

2002年
- 寶瓶時代（教師）
- 盜賊王JING（男人）
- 閃靈二人組（男子）
- 最終兵器少女（士兵B）
- 十二國記（勞蕃生）
- 馭龍少年（男子）
- 炎之蜃氣樓（骷髏武士、擔任、家臣）
- 魔王但丁（佐志）

2003年
- 讀或死（Master）
- 一騎當千（顏良、張纮子綱）
- 犬夜叉（僧人）
- 鋼鐵守護者（館長）
- 百變之星嶄新新翼（團長）
- 偵探學園Q（原刑事）
- TEXHNOLYZE（男士A）
- 成惠的世界（阿瓦隆人C）
- 人間交差點（道夫的服務員）

2004年
- 讀或死（隊員A）
- 岩窟王（罪人1）
- 殺戮都市（蔥星人）
- 砂小子（川口冬夫[6]）
- 蒼穹之戰神Dead Aggressor（飛行員）
- 超ぽじてぃぶ！ ファイターズ（小笠原道大）
- 爆裂天使（白蘭議長）
- 傳說中！ 戰鬥彈珠人（ジゴック）

2005年
- 老婆是魔法少女（布偶A）
- 克拉斯特學院（部下）
- 初音島S.S.（男士）
- 死神（浦挺隊白）
- 全金屬狂潮TSR（副官）
- 玩球（川北高監督）

2006年
- 克拉斯特學院（士兵）
- 我的裘可妹妹（主持人）
- 內閣權力犯罪強制取締締官財前丈太郎（堀內）
- 童話槍手小紅帽（老人）
- Keroro軍曹（長戟大兜蟲、753君）
- 零之使魔（奧利維亞·克洛姆威爾）

2007年
- 一騎當千Dragon Destiny（張纮子綱）
- 威爾貝魯物語〜韋伯姐妹〜（市長）
- 戀愛天使安琪莉可〜閃耀的明日〜（男士）
- 彩雲國物語第2期（大醫署長官）
- 零之使魔〜雙月的騎士〜（拉·瓦里艾爾公爵，奧利維亞·克洛姆威爾）
- 罷令全速前進（犯人）
- BLUE DROP〜天使們的戲曲〜（玄）
- 悲慘世界·少女珂賽特（男B）
- 羅密歐與朱麗葉（卡米洛）

2008年
- 今天開始做魔王第3系列（格拉爾特）
- CLANNAD（樂器店店長）
- 骷髏13（監獄看守）
- 楚楚可憐超能少女組（領隊）
- 零之使魔〜三美姬的輪舞〜（士兵）
- 深淵傳說（店主）
- 隱王（客人）
- 幻影少年（組員）

2009年
- Examurai戰國（鬼牙）
- 四葉遊戲（吉堂英太郎）
- 龍之塔〜URUK的寶劍〜（老人）
- 名偵探柯南（忠田篤男）
- 小雙俠（第2作）（隊長）

2010年
- 一騎當千XTREME XECUTOR（張纮子綱）
- 眼鏡蛇六人的勇士（機長）
- 逆轉監督（雄奇，金田，板垣，今井，記者）
- 名偵探柯南（刑警）

2011年
- 境界線上的地平線（騎士代表）
- 蠟筆小新（電器店老闆，武士A）
- 夢啦A夢（銀行強盜）
- 刀鋒戰士（ソン）

2012年
- 足球騎士（麻生教練）
- 王者天下（公孫龍[7]）
- 蠟筆小新（子犬少將）
- 忍者亂太郎（山賊頭目）
- 全職獵人（2011版）（光頭男人[8]）
- 魯邦三世-被稱為峰不二子的女人-（機長）

2013年
- 革神語（門脅的父親）
- 王者天下第二季（公孫龍）
- 蠟筆小新（人面蠟筆）
- JOJO的奇妙冒險（幹部）
- 全職獵人（2011版）（哈該／磊歐陸）
- 名偵探柯南（石田元）

2014年
- 蠟筆小新（邪惡首領）
- 白箱（半藤達也）
- 上課小動作（足立老師）
- 石膏姬嘉依卡AVINGING BATTLE（弗約多爾·格林伯格）
- 海賊王（奧隆布斯）

2015年
- 牙狼〜炎之刻印〜（ロランド）
- 蠟筆小新（摔跤運動員怪人）
- 空戰魔導士候補生的教官（蓋爾·惠特兒）
- 白箱（總編）
- 滾動的女孩（阿真）
- 龍珠超（大使）
- 一拳超人（獸王）

2016年
- 蠟筆小新（外國人B）
- 紅殼的潘多拉（指揮官）
- 這個美術社大有問題！（武田先生）
- 漂流武士（島津義弘）
- Re：從零開始的異世界生活（波爾多·謝爾葛夫）
- 龍珠超（教授，古里魯）
- 名偵探柯南（公島裕太）

2017年
- 幼女戰記（莫里茨-波爾·馮·漢斯）
- 從零開始的魔法書（將軍）
- 夏目友人帳陸（龍）
- 將國之天鷹星（烏魯姆人A）
- 咕嚕咕嚕魔法陣（火之王）

2018年
- 全金屬狂潮Invisible Victory（萊利[9]）
- GRAND BLUE 碧藍之海（德語講師）
- 京都寺町三條商店街的福爾摩斯（小松勝也）
- JOJO的奇妙冒險：黃金之風（教授）

2019年
- 海賊王（夏洛特·斯納格）
- 異世界超能魔術師（多爾特耶斯海姆）
- 海盜戰記（沃拉夫）
- 爆釣BARHUNTER（神主（第三形態））
- 叛逆性百萬亞瑟王（巴爾托斯）
- 我的英雄學院（第四季）（紅賴雄斗）
- 名偵探柯南（梅木弘道）
- 魯邦三世 Goodbye Partner （警察指揮官）

2020年
- Asatir 未來的傳說故事（沙蘭）
- 進擊的巨人 Final Season（提歐·馬迦特）
- 魔法律事務所（第二季）（冥王路亞拉利耶[10]）
- 更多!認真地不認真的怪俠佐羅利（布魯魯）

2021年
- 桃子男孩渡海而來（狗）

2022年
- 魯邦三世 PART6（老店長）
- 通灵王（第2作）（布隆[11]）
- 龍族拼圖（黒岩徹、無間的破戒神・大天狗）
- 寶可夢 旅途（莫恩）
- SPY×FAMILY間諜家家酒（國家保安局局長）
- Delicious Party ♡ 光之美少女（淺井又三郎）

2023年
- 海盜戰記 SEASON 2（埃亞德里克）
- UniteUp! 眾星齊聚（千紘的父親）
- 最強陰陽師的異世界轉生記（騎士團長）
- THE MARGINAL SERVICE（榊源藏）
- 國王排名 勇氣的寶箱（撒坦）
- MF GHOST 燃油車鬥魂（戀的父親）
- 破滅的王國（凱特）
- 世界盡頭的聖騎士 鐵鏽之山的君王（格雷迪爾）
- SPY×FAMILY間諜家家酒 Season 2（國家保安局局長）

2024年
- BUCCHIGIRI?!（拳一郎[12]、旁白）
- 葬送的芙莉蓮（鄧肯[13]）
- 明治擊劍－1874－（比利[14]、松平容保）
- 新幹線戰士 Change the World（川越丹後[15]）
- 鹿乃子乃子乃子虎視眈眈（熊取宗一郎）

2025年
- 盾之勇者成名錄 Season4（賈拉利斯[16]）

### OVA
2000年
- JOJO的奇妙冒險（囚犯C）

2001年
- 怪童丸

2004年
- 反轉司令官（反轉司令官）

2005年
- MUNTO〜穿越時空之壁（擔任，長老，魔導士）

2009年
- 魔法老師〜另一個世界〜（影太郎）
- 名偵探柯南的MAGIC FILE3新一與蘭·麻將牌與七夕的回憶（長谷川）

### 劇場版動畫
2007年
- 2077日本鎖國（板倉）

2010年
- ジュノー（溫賴特）

2014年
- 宇宙戰艦大和號2199 星巡的方舟（天城敏郎[17]）

2015年
- 屍者的帝國（山澤靜吾[18]）
- UFO學園的秘密（元首）

2017年
- 妖精的尾巴-龍之淚-（柴修[19]）

### 遊戲
2001年
- グローランサーII（ゲーヴァス）

2002年
- 瑞奇與叮噹（發明家）

2003年
- My Merry Maybe（玉村先生）

2004年
- ジャック×ダクスター2（クリムゾンガード1，男國民）
- 十二國記赫々たる王道紅綠の羽化（大工）

2005年
- GANTZ THE GAME（ねぎ星人boス，先生）
- 漁夫ッド・オブ・ウォー（漁夫，兵士）

2007年
- SD高達GGENERATION SPIRITS（オウギュスト・ギダン，カクリコン・カクーラー，ハリダ）
- CRYSIS（兵士）
- 熱帶低氣壓少女（昴）
- レインーーックスベガス（カン・アカハシ，他）

2008年
- 機動戦士ガンダムギレンの野望アクシズの脅威（オウギュスト・ギダン，ライル，エゥーゴ士官B，將校B）

2009年
- 內田康夫DSミステリー名探偵・淺見光彥シリーズ「副都心連続殺人事件」（千川秋彥，轟虎之助）
- Memories Off 6 Next Relation（嘉神川幸藏）

2010年
- アサシンクリードブラザーフッド

2011年
- アサシンクリードリベレーション
- 機動戦士ガンダム新ギレンの野望（ライル）

2012年
- 機動戰士UC（プレイステーション3）（ラー・デルス艦長）

2014年
- 殺戮地帶的秋天
- 朧村正（富獄惡五郎[20]）

2015年
- ドラゴンBOールゼノバース（タイムパトローラー）
- 遙遠時空中6（片霧清四郎[21]）
- Fallout 4（執事[22]）

2016年
- 問答RPG 魔法使與黑貓維茲（美洲虎，貝爾德·費薩，假冒守護者）
- 幻獸契約
- 龍珠 異戰2（時間巡邏者[23]）

2017年
- 逆轉Othellonia（Gardira）
- 女孩與龍－幻獸契約密碼－（Zeishin）
- 告別武器（Gustav）
- 榮譽戰魂（Berserker[24]）

2018年
- 問答RPG 魔法使與黑貓維茲（假冒守護者）

2019年
- 超級機器人大戰T（萊爾）
- 拳皇全明星（零（克隆））
- 寶可夢大師（希巴）
- 幽遊白書100%認真戰鬥（時雨）

2020年
- 馬可和銀河巨龍（日语：マルコと銀河竜 〜MARCO & GALAXY DRAGON〜）[25]
- eBASEBALL專業棒球2020（日语：eBASEBALLパワフルプロ野球2020）（王大買[26]）

2021年
- Re：從零開始的異世界生活（波爾多·謝爾葛夫[27]）

## 外部連結
- Kenyu Office聲優齊藤次郎的介紹